# Nellie Melba

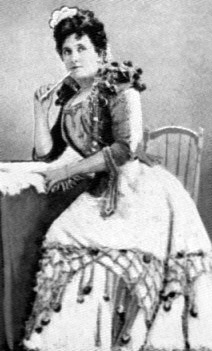
Nellie Melba

Nellie Melba (Richmond, (nu een wijk van Melbourne), 19 mei 1861 – Sydney, 23 februari 1931) was een Australische sopraan. Haar echte naam was Helen Porter Mitchell; ze ontleende haar kunstenaarsnaam aan de stad Melbourne. Ze was de eerste Australische musicus van wereldfaam.
Zij werd geboren in Richmond (later een onderdeel van de stad Melbourne) in een muzikale familie en ging naar het Presbyterian Ladies College, een prestigieuze privéschool, waar haar muzikale talent naar voren kwam. Ze verhuisde in 1880 met haar vader naar Queensland. Ze trouwde er en kreeg een zoon, maar was er niet gelukkig.
In 1886 ging ze met haar gezin naar Europa en probeerde een carrière als operazangeres op te bouwen. Ze had in Londen geen succes en vervolgde haar pogingen in Parijs, waar een bekende muzieklerares, Madame Marchesi, haar les wilde geven. Ze debuteerde in Brussel als Gilda in Rigoletto van Giuseppe Verdi en werd hiermee op slag beroemd. Zo begon een professionele carrière die duurde tot in de jaren twintig.
In 1882 trouwde ze met Sir Charles Armstrong. Ze werd in 1918 in Groot-Brittannië koninklijk onderscheiden als Dame-commandeur (DBE). Na enkele malen afscheid genomen te hebben, gaf ze haar allerlaatste concerten in 1928 in Australië. Ze stierf in 1931 aan een bloedinfectie en werd begraven in Lilydale, bij Coldstream.

## Haar naam
Haar naam wordt geassocieerd met twee gerechten, het nagerecht pêche melba, en de melbatoast. Beide zijn bedacht door de chef-kok Auguste Escoffier; het nagerecht toen hij haar zag optreden, de toast toen hij verliefd op haar werd.
Ook kent men in Australië de uitdrukking "more comebacks than Nellie Melba", wat verwijst naar haar vele afscheidsconcerten. Hiermee is ze dus de "Australische Heintje Davids". Het Melba Memorial Conservatorium of Music van de Universiteit van Melbourne is bekend als de Melba Hall en haar portret staat op het Australische biljet van 100 dollar.
- Australian Dictionary of Biography: melba-dame-nellie-7551
- Australian Women's Register: IMP0003b
- Bibsys: 8023033
- Biblioteca Nacional de España: XX1028077
- Bibliothèque nationale de France: cb120471247 (data)
- CiNii: DA11178820
- Gemeinsame Normdatei: 11873282X
- International Standard Name Identifier: 0000 0000 8367 8538
- Library of Congress Control Number: n50013634
- Nationale Bibliotheek van Letland: 000319623
- MusicBrainz: 5fa44ade-11f6-4c97-b6ff-e4881412a3f2
- Nationale bibliotheek van Australië: 35345746
- Nationale Bibliotheek van Israël: 987007265385705171
- Nationale Bibliotheek van Polen: a0000002580997
- Nederlandse Thesaurus van Auteursnamen: 068320779
- LIBRIS: 307307
- SNAC: w60001jd
- Système universitaire de documentation: 02868642X
- Trove: 505278
- Virtual International Authority File: 29552506
- WorldCat: E39PBJgCKDj7Xbj8dRF7mfjt8C